# Полозообразные
Полозообразные (лат. Colubroidea) — надсемейство пресмыкающихся из подотряда змей. Одно из самых крупных надсемейств этого подотряда. Сформировалось оно в палеогене, включает в себя наиболее прогрессивные семейства с точки зрения эволюции.

## Классификация
На сентябрь 2020 года в надсемейство включают только одно семейство ужеобразных Colubridae:
- Семейство Colubridae
  - Подсемейство Calamariinae
  - Подсемейство Colubrinae
  - Подсемейство Grayiinae
  - Подсемейство Sibynophiinae или семейство Scaphiodontophiinae
  - Подсемейство Dipsadinae или семейство Dipsadidae
  - Подсемейство Natricinae или семейство Natricidae
  - Подсемейство Pseudoxenodontinae или семейство Pseudoxenodontidae

Вопрос, являются ли последние 4 таксона подсемействами семейства Colubridae или отдельными семействами, остаётся открытым, у исследователей пока нет единого мнения по этому поводу. 